# روبابة مورادوفا
روبابة خليل قيزي مورادوفا (بالأذرية: Rübabə Muradova) هي مغنية أوبرا أذربيجانية ذات طبقة صوتية ميزو-سوبرانو، فنان الشعب في جمهورية أذربيجان الاشتراكية السوفيتية (1971).

## سيرتها ذاتية
ولدت روبابة مورادوفا في22 مارس، عام 1933 في أردبيل، أذربيجان الجنوبية.

تلقى تعليمها روبابة مورادوفا من أكاديمية باكو للموسيقى في صف روبابة مورادوفا سييد شوشينسكي في 1951-1955.
دعاه الأصغر الاكبروف إلى قاعة فيلهارموني أكاديمى لدولة أذربيجان. منذ 1954 حتى نهاية عمرها عمل كمدرسة في مسرح أكاديمية دولة أذربيجان للأوبرا والباليه.
عملت فيها عازفة منفرد أولا، لاحقا مدرستا. توفيت روبابة مورادوفا في 28 أغستس عام 1983 في باكو.
عروضها في الأوبرا: ليلى («ليلى و مجنون - عزير حاجبايوف»)، أصلي («أصلي وكرم» - عزير حاجبايوف)، البنت العازفة («كوروغلو» - عزير حاجبايوف)، «شاه إسماعيل» - مسلم ماقوماييف (ملحن)، سانام («صخرة العروس» شفيقا أخوندوفا).